# Мюр-де-Баррес
Мюр-де-Барре́с (фр. Mur-de-Barrez, окс. Lo Mur de Barrés) — коммуна во Франции, находится в регионе Окситания. Департамент — Аверон. Административный центр кантона Мюр-де-Баррес. Округ коммуны — Родез.
Код INSEE коммуны — 12164.
Коммуна расположена приблизительно в 450 км к югу от Парижа, в 170 км северо-восточнее Тулузы, в 60 км к северу от Родеза.

## Население
Население коммуны на 2008 год составляло 821 человек.
| 1962 | 1968 | 1975 | 1982 | 1990 | 1999 | 2008 |
| ---- | ---- | ---- | ---- | ---- | ---- | ---- |
| 1277 | 1280 | 1305 | 1235 | 1109 | 880  | 821  |

## Экономика
В 2007 году среди 410 человек в трудоспособном возрасте (15—64 лет) 311 были экономически активными, 99 — неактивными (показатель активности — 75,9 %, в 1999 году было 65,4 %). Из 311 активных работали 281 человек (157 мужчин и 124 женщины), безработных было 30 (10 мужчин и 20 женщин). Среди 99 неактивных 22 человека были учениками или студентами, 41 — пенсионерами, 36 были неактивными по другим причинам.

## Достопримечательности
- Дом XVI века в стиле Ренессанс. Памятник истории с 1929 года[3]
- Замок Вензак (XVII—XVIII века). Памятник истории с 1989 года[4]
- Башня Монако[фр.] с городскими воротами (XV век). Памятник истории с 1913 года[5]
- Церковь Бром (XII век). Памятник истории с 1930 года[6]
- Церковь Сен-Тома-де-Канторбери[фр.] (XII век). Памятник истории с 1932 года[7]
- Астрономическая обсерватория Фрон

## Фотогалерея

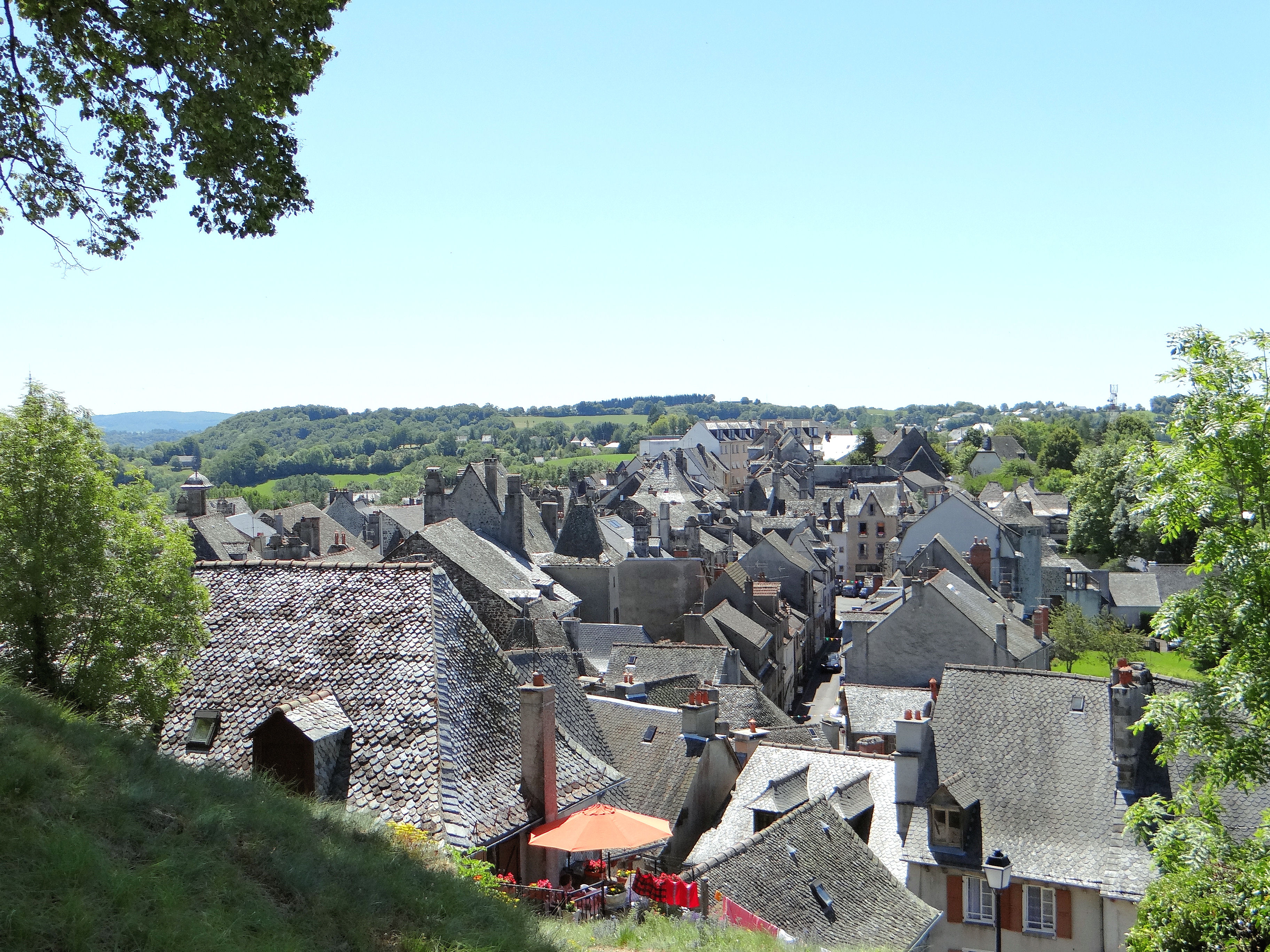
Мюр-де-Баррес
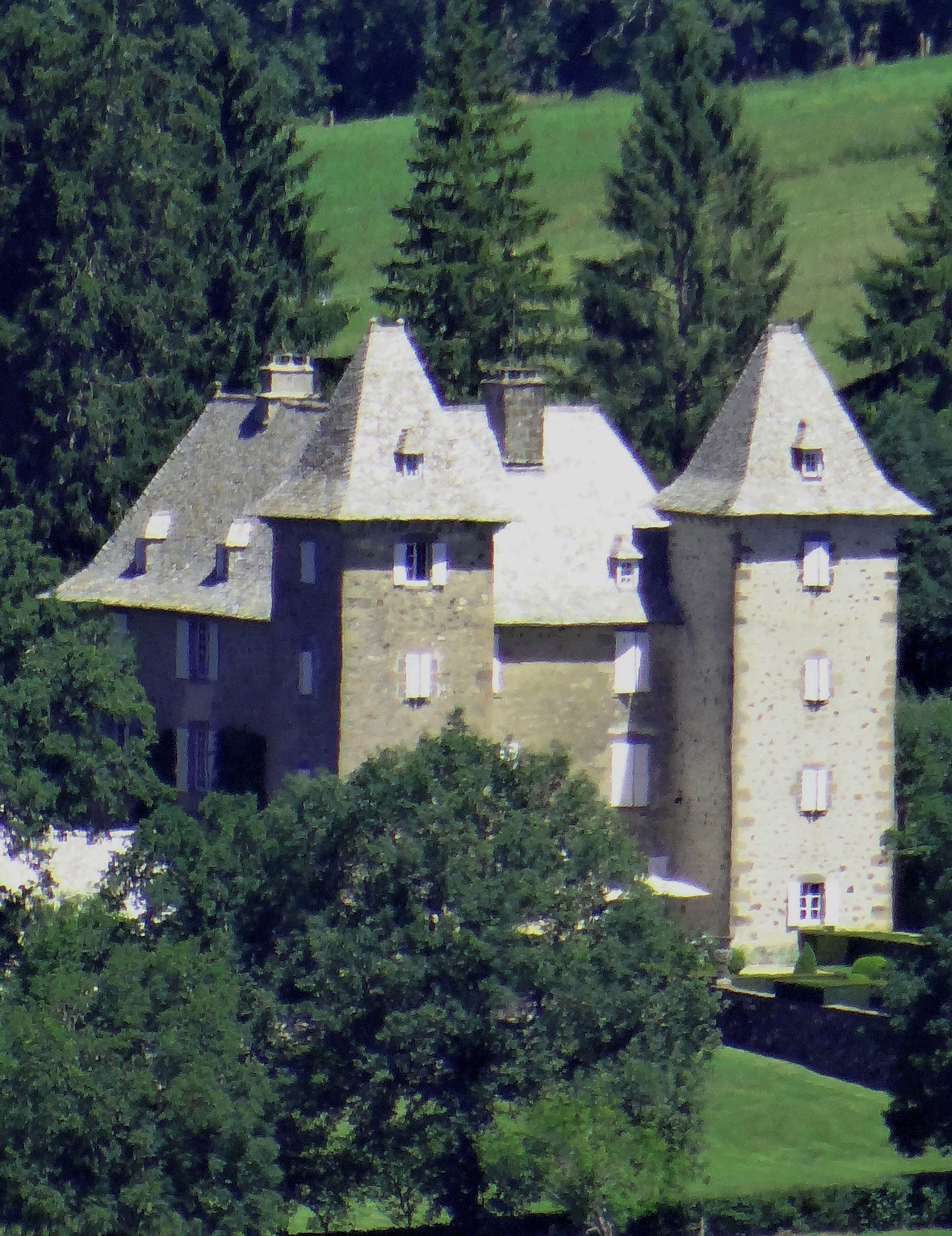
Замок Вензак
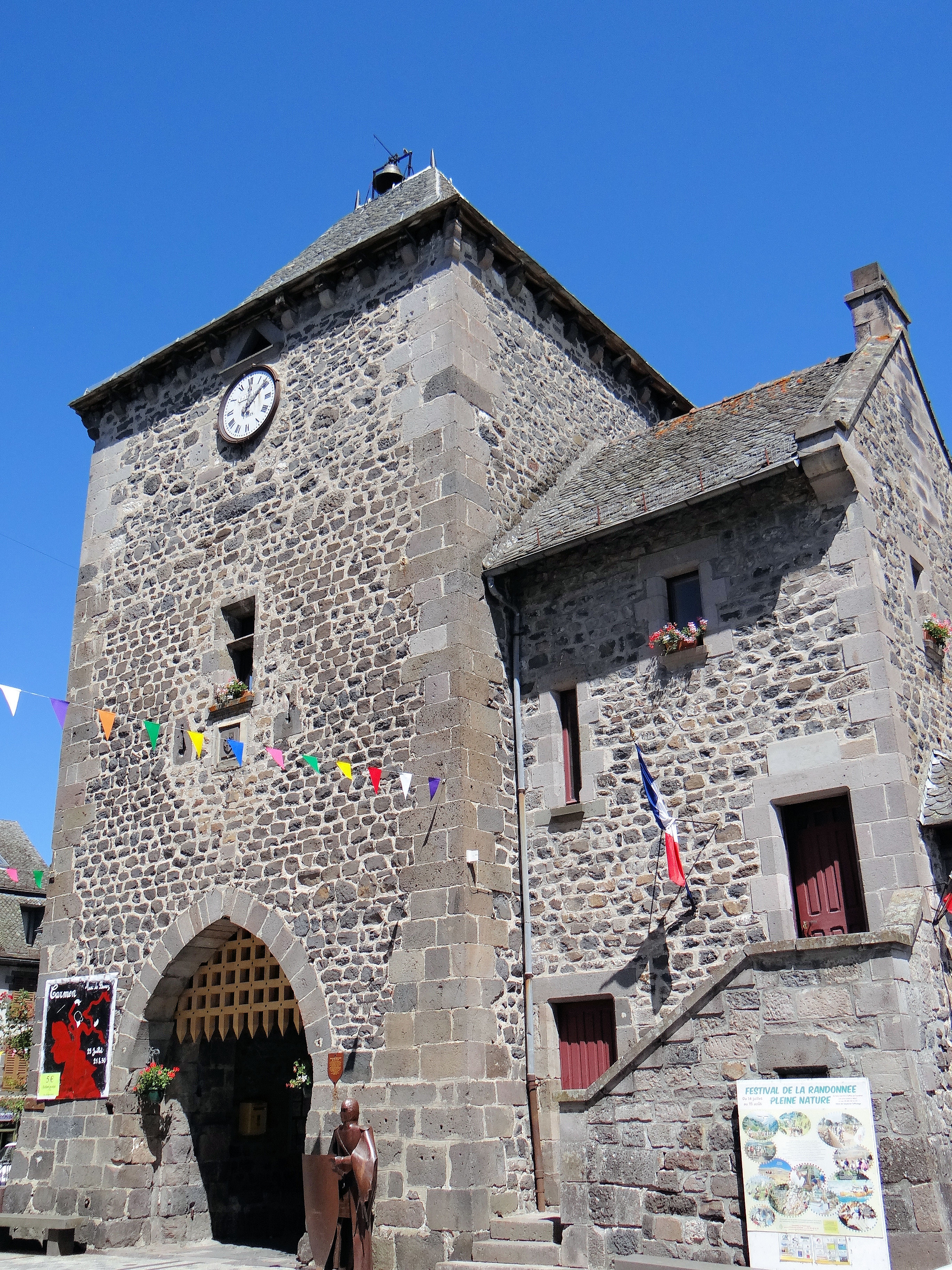
Башня Монако
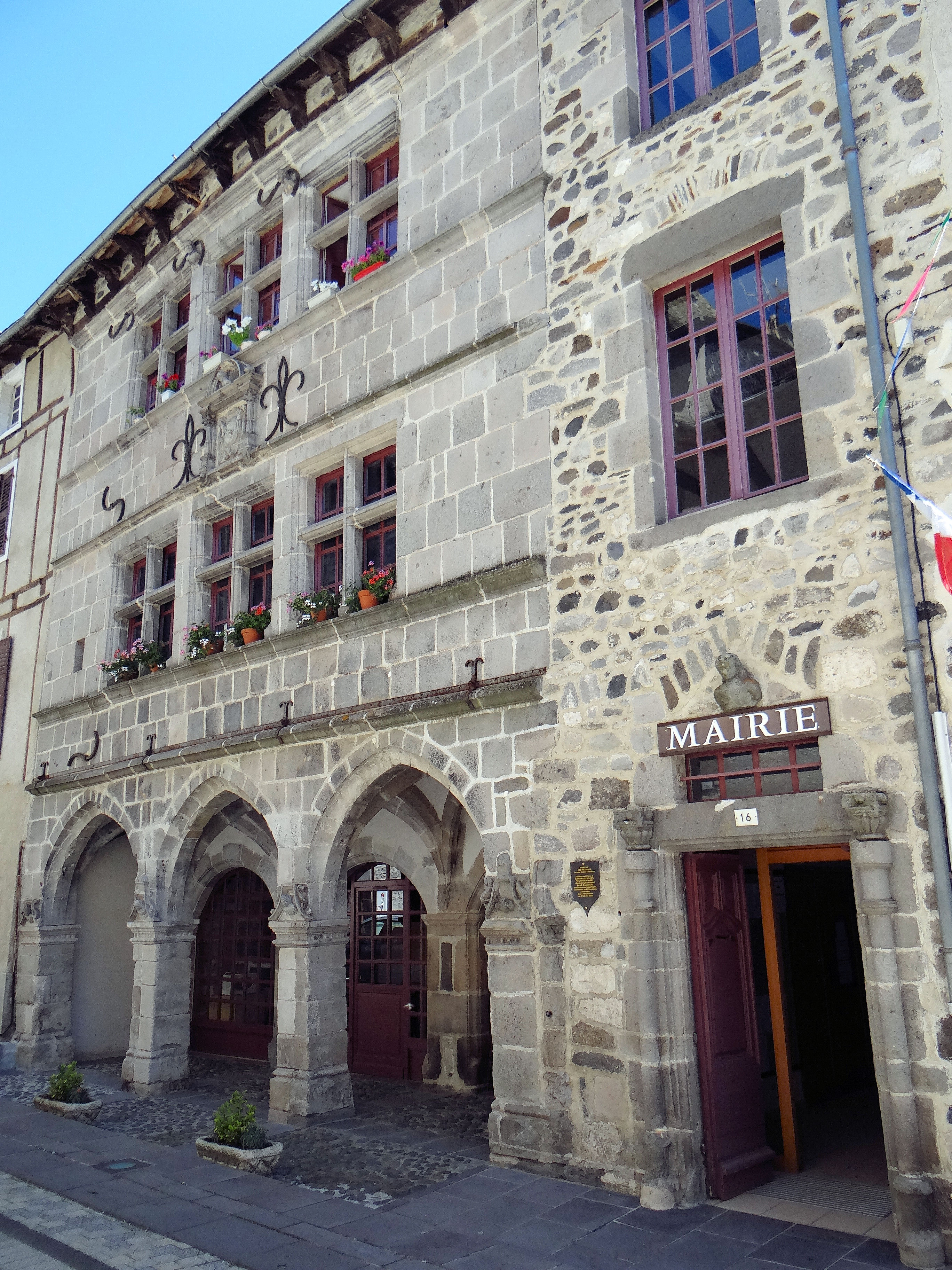
Дом XVI века в стиле ренессанс
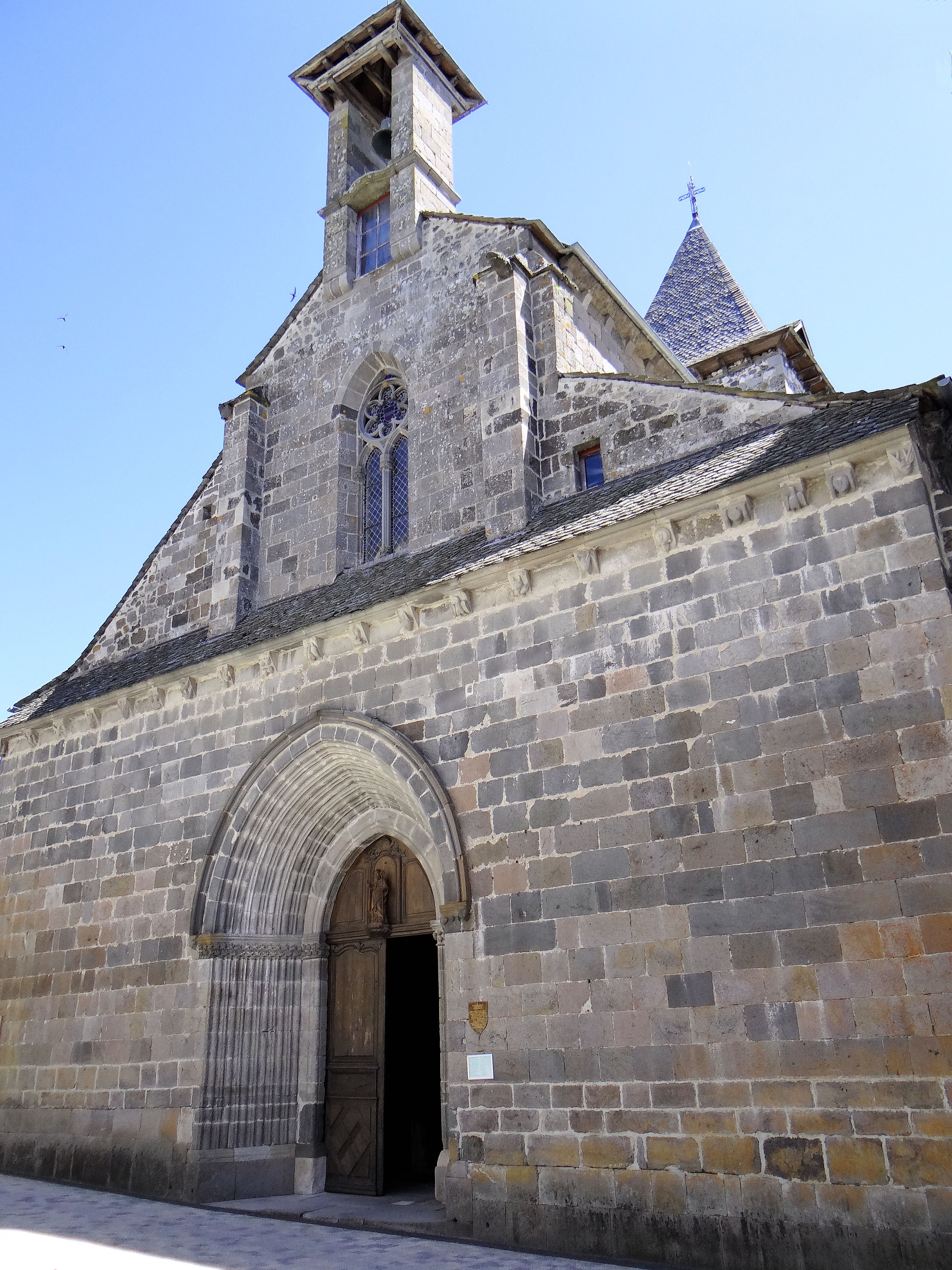
Церковь Сен-Тома-де-Канторбери
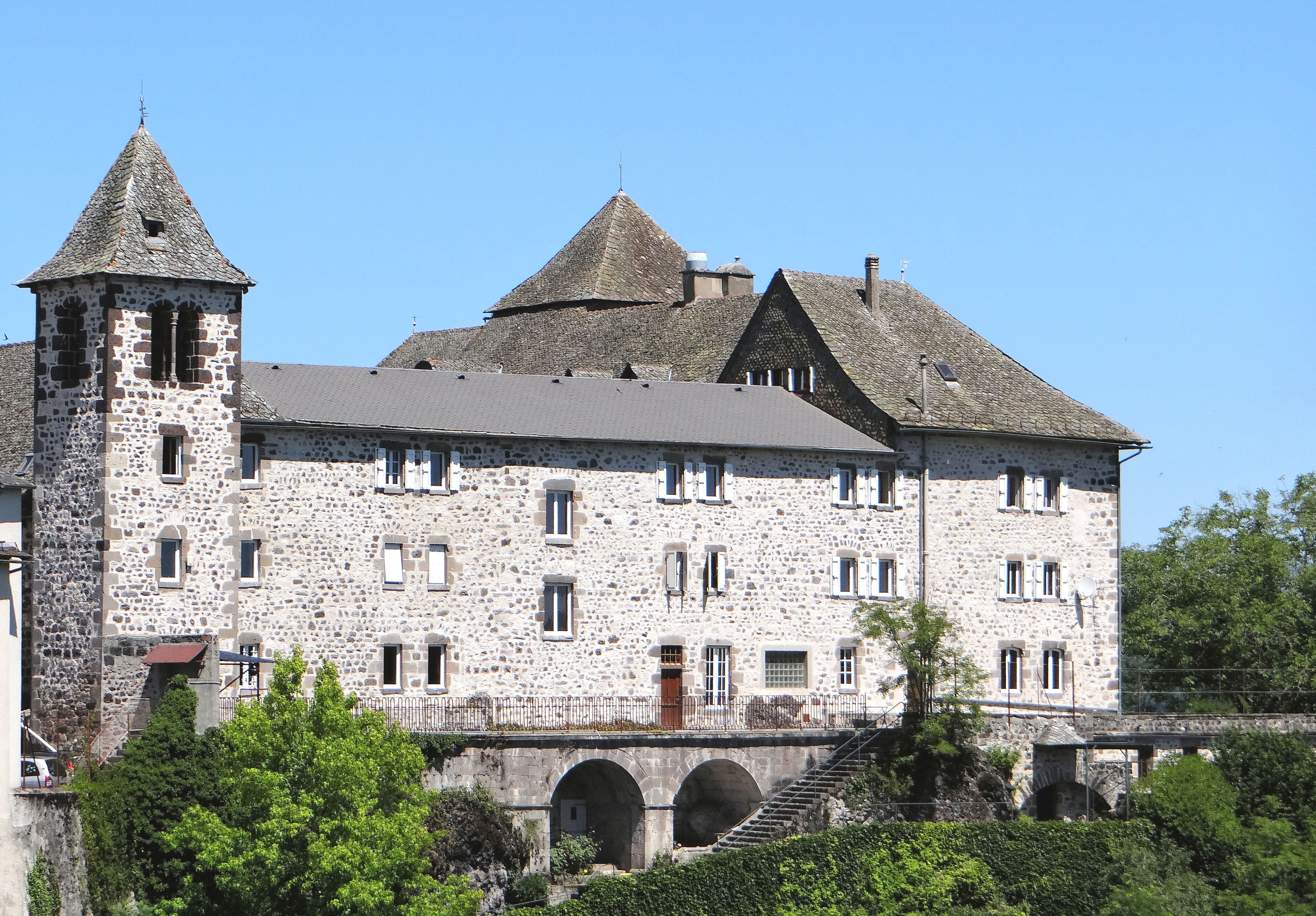
Монастырь Сен-Клер
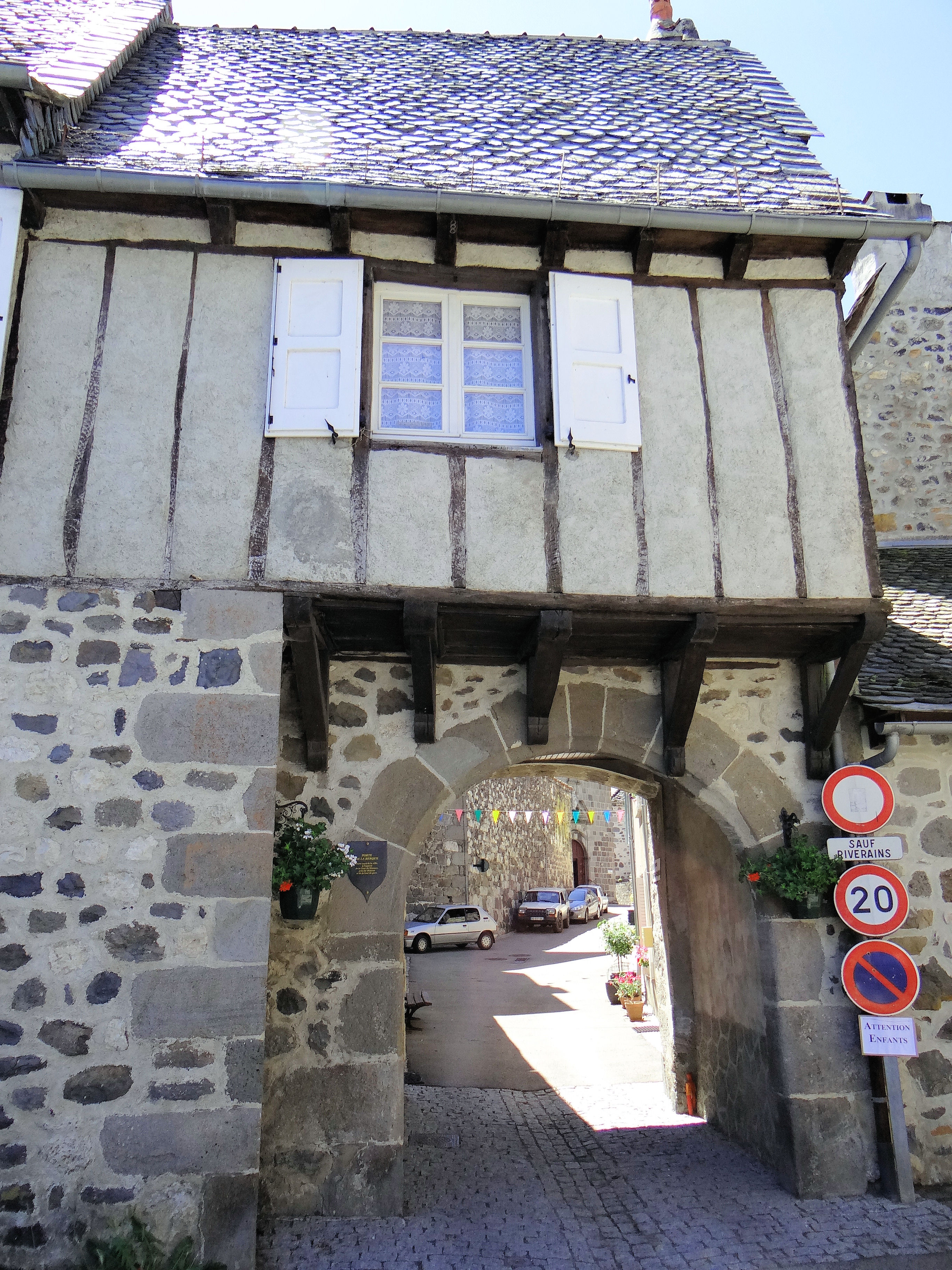
Ворота Берк